# Leichtathletik-Europameisterschaften 2002/Dreisprung der Frauen

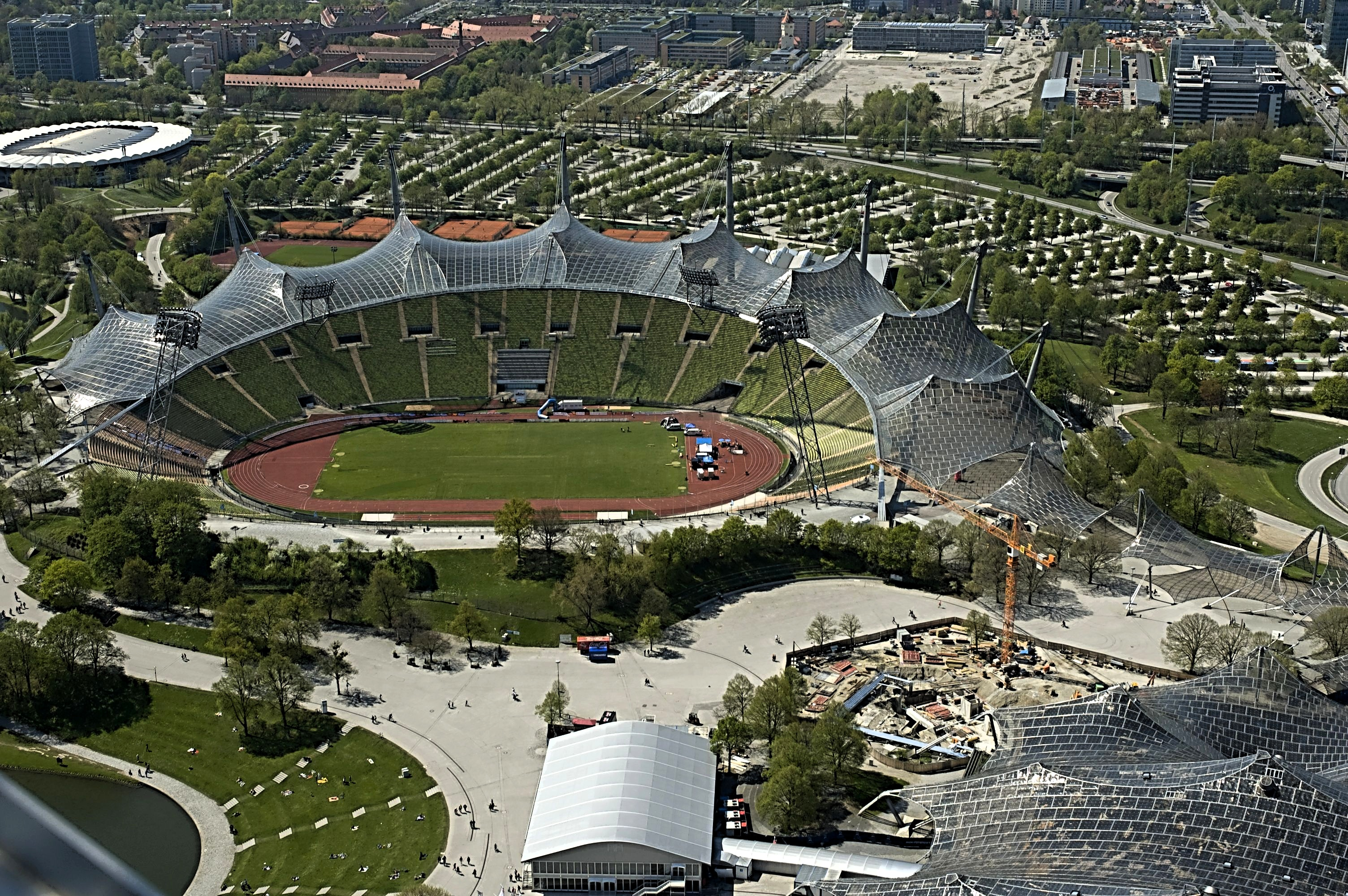
Das Olympiastadion in München von oben im Jahr 2009

Der Dreisprung der Frauen bei den Leichtathletik-Europameisterschaften 2002 wurde am 8. und 10. August 2002 im Münchener Olympiastadion ausgetragen.
Europameisterin wurde die Britin Ashia Hansen. Sie gewann vor der Finnin Heli Koivula Kruger. Bronze ging an die Russin Jelena Oleinikowa.

## Bestehende Rekorde
| Weltrekord           | 15,50 m | Inessa Krawez  | WM Göteborg, Schweden | 10. August 1995 |
| Europarekord         | 15,50 m | Inessa Krawez  | WM Göteborg, Schweden | 10. August 1995 |
| Meisterschaftsrekord | 14,89 m | Anna Birjukowa | EM Helsinki, Finnland | 8. August 1994  |

Die britische Europameisterin Ashia Hansen übertraf mit ihrem Siegessprung von 15,00 Metern zwar den von Anna Birjukowa mit 14,89 Metern gehaltenen Meisterschaftsrekord. Hansens Weite konnte jedoch wegen eines zu starken Rückenwindes von 3,1 Metern pro Sekunde nicht in Besten- oder Rekordlisten aufgenommen werden. Die größte bestenlistenreife Weite in diesem Wettbewerb erzielte ebenfalls Ashia Hansen mit 14,60 m im Finale in ihrem dritten Versuch. Zum Meisterschaftsrekord fehlten ihr mit ihrem weitesten regulären Sprung 29, zum Welt- und Europarekord neunzig Zentimeter.

## Windbedingungen
In den folgenden Ergebnisübersichten sind die Windbedingungen zu den jeweiligen Sprüngen mitbenannt. Der erlaubte Grenzwert liegt bei zwei Metern pro Sekunde. Bei stärkerer Windunterstützung wird die Weite für den Wettkampf gewertet, findet jedoch keinen Eingang in Rekord- und Bestenlisten. 

## Legende
Kurze Übersicht zur Bedeutung der Symbolik – so üblicherweise auch in sonstigen Veröffentlichungen verwendet:
| DNS | nicht am Start (did not start) |
| x   | ungültig                       |

## Qualifikation
8. August 2002
23 Wettbewerberinnen traten in zwei Gruppen zur Qualifikationsrunde an. Vier von ihnen (hellblau unterlegt) übertrafen die Qualifikationsweite für den direkten Finaleinzug von 14,10 m. Damit war die Mindestzahl von zwölf Finalteilnehmerinnen nicht erreicht. Das Finalfeld wurde mit den acht nächstplatzierten Sportlerinnen (hellgrün unterlegt) auf zwölf Springerinnen aufgefüllt. So reichten für die Finalteilnahme schließlich 13,87 m.

### Gruppe A

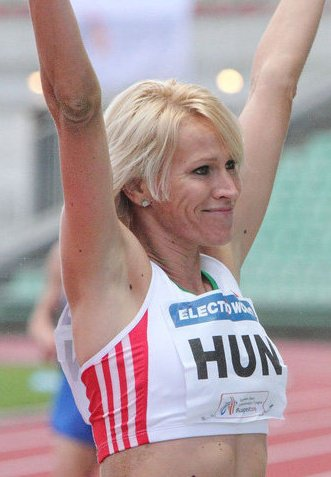
Zita Ajkler schied mit ihren 13,34 m in der Qualifikation aus

| Platz | Name                   | Nation         | Weite (m) | Wind (m/s) |
| ----- | ---------------------- | -------------- | --------- | ---------- |
| 1     | Ashia Hansen           | Großbritannien | 14,22     | −0,2       |
| 2     | Carlota Castrejana     | Spanien        | 13,91     | −0,4       |
| 3     | Anna Pjatych           | Russland       | 13,90     | +0,2       |
| 4     | Irina Wasiljewa        | Russland       | 13,89     | +0,1       |
| 5     | Biljana Mitrović       | BR Jugoslawien | 13,78     | +0,1       |
| 6     | Alina Dinu             | Rumänien       | 13,76     | −0,3       |
| 7     | Silvia Biondini        | Italien        | 13,76     | +0,7       |
| 8     | Liliana Zagacka        | Polen          | 13,69     | +1,6       |
| 9     | Anja Valant            | Slowenien      | 13,52     | +0,2       |
| 10    | Camilla Johansson      | Schweden       | 13,45     | ±0,0       |
| 11    | Zita Ajkler            | Ungarn         | 13,34     | +1,0       |
| 12    | Virginija Petkevičienė | Litauen        | 13,14     | +1,5       |

### Gruppe B

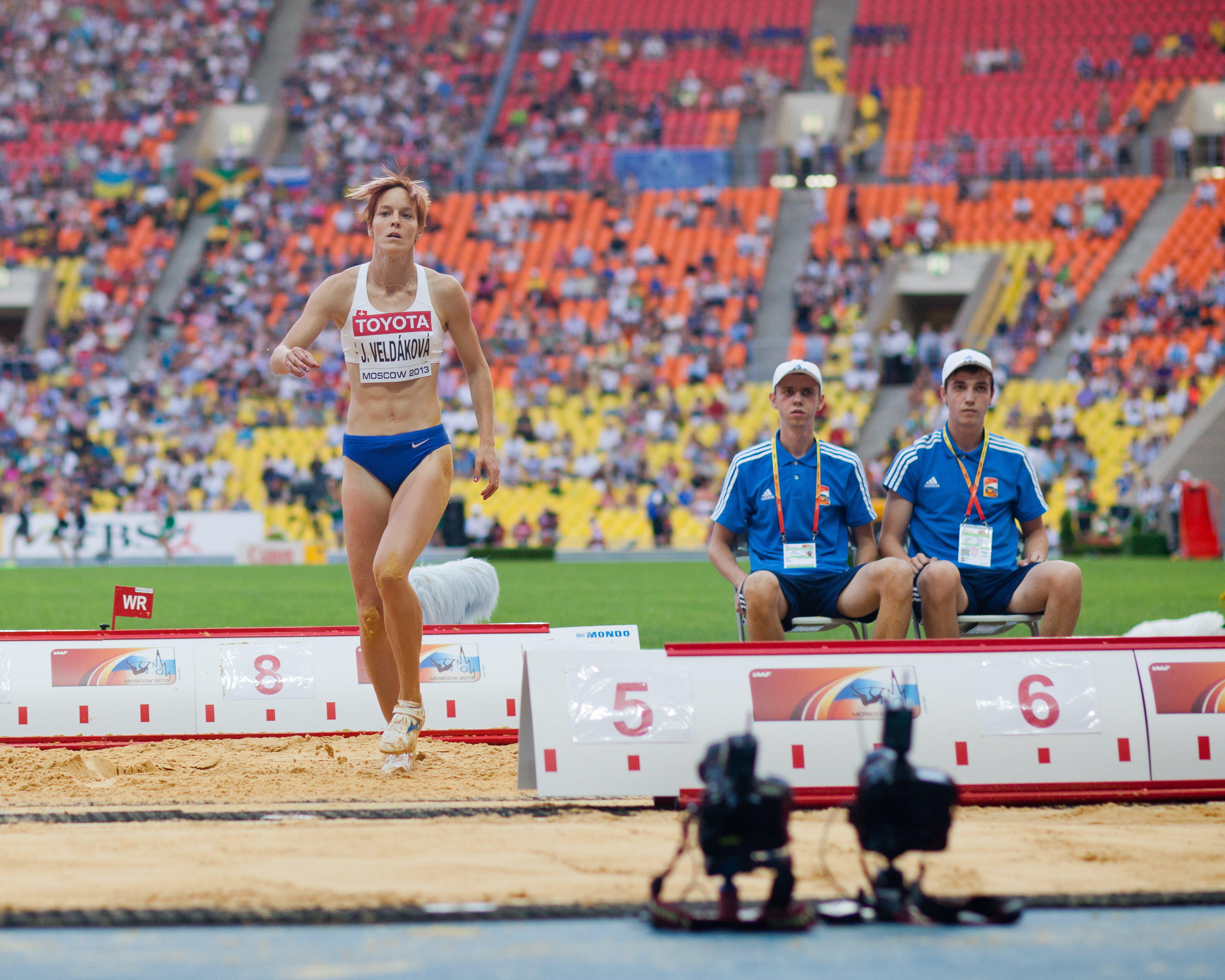
Jana Velďákovás 13,78 m reichten nicht für die Finalteilnahme

| Platz | Name                | Nation         | Weite (m) | Wind (m/s) |
| ----- | ------------------- | -------------- | --------- | ---------- |
| 1     | Magdelín Martínez   | Italien        | 14,30     | +1,0       |
| 2     | Jelena Oleinikowa   | Russland       | 14,15     | −0,7       |
| 3     | Barbara Lah         | Italien        | 14,11     | −1,3       |
| 4     | Hrisopiyí Devetzí   | Griechenland   | 14,06     | +0,7       |
| 5     | Cristina Nicolau    | Rumänien       | 14,02     | +0,8       |
| 6     | Heli Koivula Kruger | Finnland       | 13,98     | −0,7       |
| 7     | Olga Bolșova        | Moldau         | 13,96     | +1,3       |
| 8     | Mihaela Gîndilă     | Rumänien       | 13,87     | −0,1       |
| 9     | Olena Howorowa      | Ukraine        | 13,86     | +0,2       |
| 10    | Jana Velďáková      | Slowakei       | 13,78     | −0,5       |
| 11    | Andreja Ribač       | Slowenien      | 13,05     | −0,3       |
| DNS   | Marija Martinović   | BR Jugoslawien |           |            |

## Finale
10. August 2002
| Platz | Name                | Nation         | Resultat (m) Wind (m/s) | 1. Versuch (m) Wind (m/s) | 2. Versuch (m) Wind (m/s) | 3. Versuch (m) Wind (m/s) | 4. Versuch (m) Wind (m/s)                     | 5. Versuch (m) Wind (m/s)                     | 6. Versuch (m) Wind (m/s)                     |
| 1     | Ashia Hansen        | Großbritannien | 15,00 w / +3,1          | 14,54 / +0,4              | 14,60 / +1,3              | x                         | x                                             | x                                             | 15,00 / +3,1                                  |
| 2     | Heli Koivula Kruger | Finnland       | 14,83 w / +2,2          | 14,83 / +2,2              | 14,67 / +3,1              | x                         | 14,24 / +0,9                                  | 14,07 / +0,6                                  | x                                             |
| 3     | Jelena Oleinikowa   | Russland       | 14,54000/ +0,8          | x                         | 14,21 / +0,8              | 14,40 / +1,3              | 14,52 / +0,8                                  | x                                             | 14,54 / +0,8                                  |
| 4     | Mihaela Gîndilă     | Rumänien       | 14,43000/ +1,7          | 14,18 / +0,5              | 14,14 / +1,0              | 14,43 / +1,7              | x                                             | 14,41 / +1,4                                  | 14,06 / +1,4                                  |
| 5     | Cristina Nicolau    | Rumänien       | 14,39000/ +0,4          | 14,19 / +1,9              | 13,99 / +0,9              | 14,39 / +0,4              | 14,27 / +1,2                                  | 14,23 / +0,9                                  | x                                             |
| 6     | Magdelín Martínez   | Italien        | 14,27 w / +3,1          | x                         | 13,98 / +1,0              | 14,27 / +3,1              | 14,09 / +1,8                                  | 14,25 / +1,2                                  | x                                             |
| 7     | Hrisopiyí Devetzí   | Griechenland   | 14,15000/ +1,5          | x                         | 14,15 / +1,5              | x                         | 13,51 / +0,8                                  | x                                             | 13,81 / +0,8                                  |
| 8     | Anna Pjatych        | Russland       | 14,08000/ +1,5          | x                         | 13,34 / +2,4              | 14,08 / +1,5              | x                                             | 11,98 / +1,5                                  | x                                             |
| 9     | Olga Bolșova        | Moldau         | 14,03000/ −0,7          | 14,03 / −0,7              | 13,71 / +1,0              | 13,64 / +0,2              | nicht im Finale der besten acht Springerinnen | nicht im Finale der besten acht Springerinnen | nicht im Finale der besten acht Springerinnen |
| 10    | Barbara Lah         | Italien        | 14,02000/ +1,1          | x                         | 14,02 / +1,1              | x                         | nicht im Finale der besten acht Springerinnen | nicht im Finale der besten acht Springerinnen | nicht im Finale der besten acht Springerinnen |
| 11    | Carlota Castrejana  | Spanien        | 13,82000/ +1,1          | 13,58 / +1,1              | 13,82 / +1,1              | 13,11 / +1,2              | nicht im Finale der besten acht Springerinnen | nicht im Finale der besten acht Springerinnen | nicht im Finale der besten acht Springerinnen |
| 12    | Irina Wasiljewa     | Russland       | 13,55000/ +0,9          | 13,55 / +0,9              | 13,44 / +0,7              | x                         | nicht im Finale der besten acht Springerinnen | nicht im Finale der besten acht Springerinnen | nicht im Finale der besten acht Springerinnen |

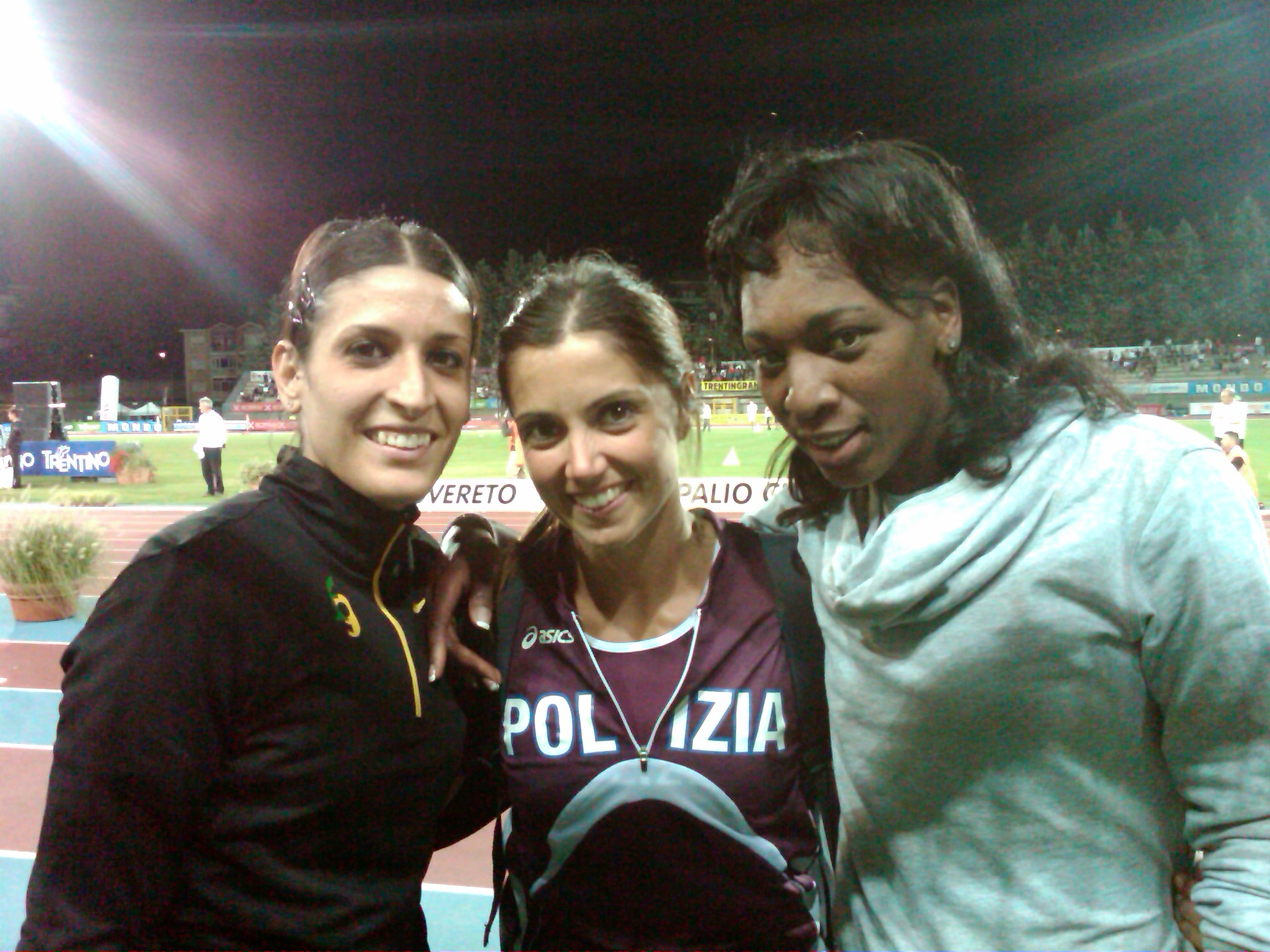
Magdelín Martínez (rechts) erreichte Platz sechs
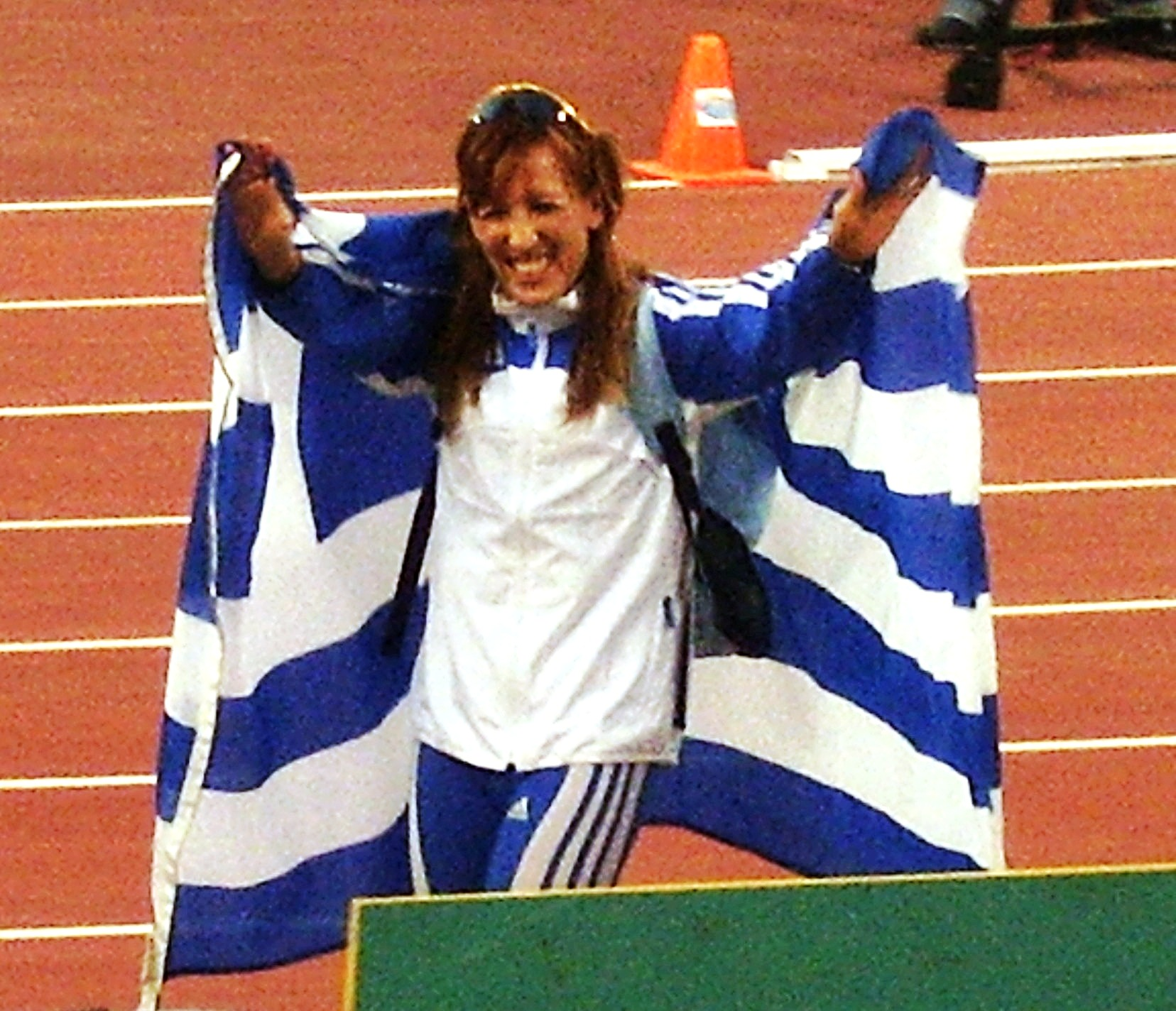
Hrisopiyí Devetzí kam auf den siebten Platz – sie gewann später Medaillen bei internationalen Großereignissen, war allerdings auch in Dopingaffären verwickelt und musste Medaillen deshalb teilweise zurückgeben
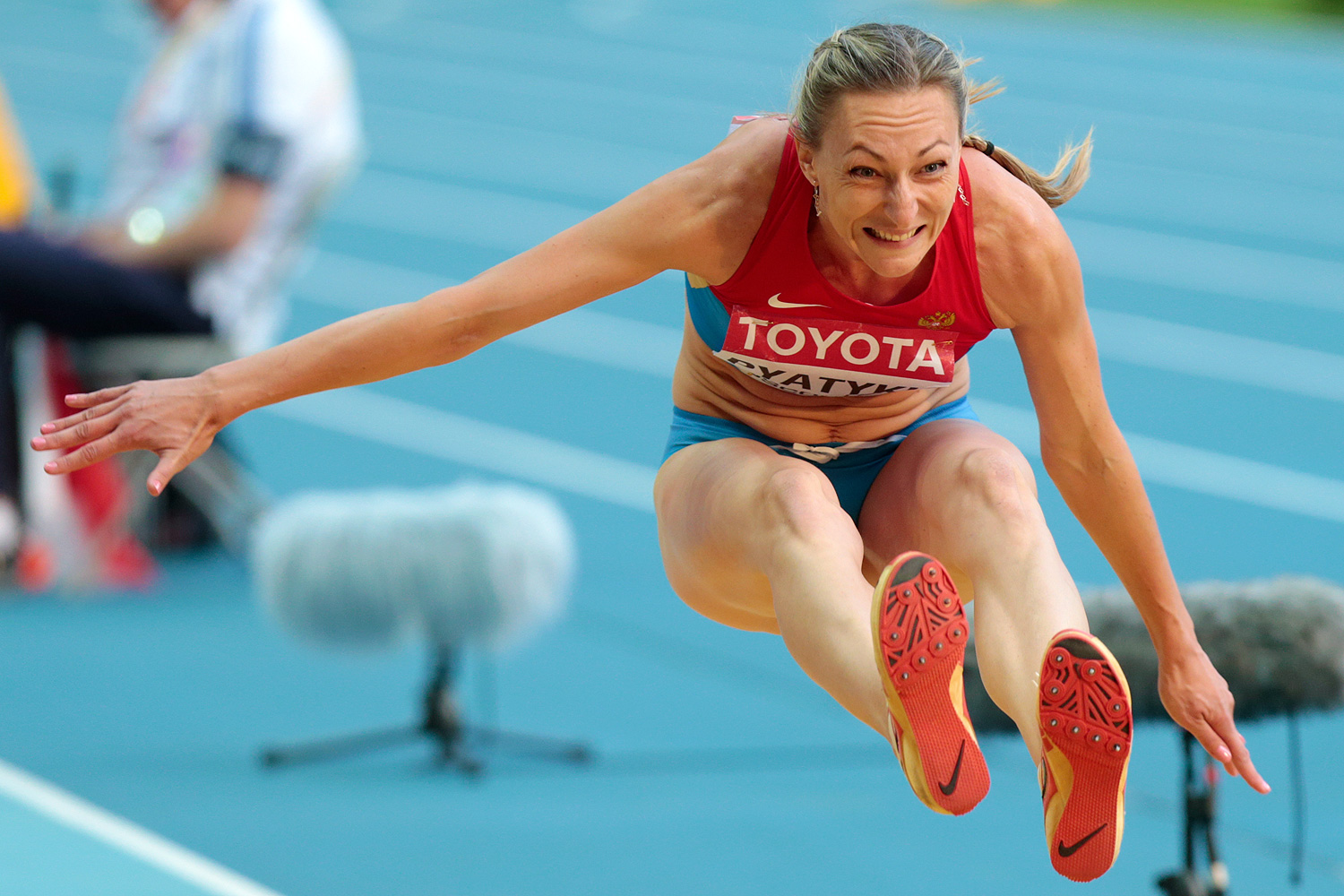
Anna Pjatych belegte Rang acht – sie errang später jeweils Bronze als WM-Dritte 2005 und EM-Dritte 2006, für die anschließende Zeit wurden ihr Dopingpraktiken nachgewiesen